# Accous
Accous ist eine französische Gemeinde mit 465 Einwohnern (Stand 1. Januar 2022) im Département Pyrénées-Atlantiques in der Region Nouvelle-Aquitaine (vor 2016: Aquitanien). Sie gehört zum Arrondissement Oloron-Sainte-Marie und zum Kanton Oloron-Sainte-Marie-1.
Die Bewohner werden Accousiens genannt. Der Name in der gascognischen Sprache lautet Acós.

## Geographie
Accous liegt circa 30 Kilometer südlich von Oloron-Sainte-Marie im Aspetal, einer der drei Täler des Hoch–Béarn mit dem Barétoustal im Westen und dem Ossautal im Osten. Die Gemeinde grenzt im Süden an die Provinz Huesca in Spanien. Umgeben wird Accous von den Nachbargemeinden Bedous und Aydius im Norden, Laruns im Osten, Cette-Eygun und Borce im Süden sowie Lées-Athas und Lescun im Westen.
Accous liegt im Einzugsgebiet des Flusses Adour am Gave d’Aspe. Zahlreiche Gebirgsbäche münden in den Gave d’Aspe im Gemeindegebiet, u. a. der Gave de Lescun und die Berthe.

## Geschichte
Aspa Luca war im 3. Jahrhundert ein Etappenort auf der Römerstraße nach Saragossa, verzeichnet im Itinerarium Antonini. Genannt Aquos d’Aspe, war der Ort im Jahr 1385 bereits eine größere Siedlung mit 400 Einwohnern. Ein einschneidendes Ereignis war der Durchmarsch der protestantischen Truppen unter Gabriel de Lorges während des Dritten Hugenottenkrieges (1568–1570). Sie steckten das mittelalterliche Accous in Brand. Im 18. Jahrhundert stellten die Hälfte der Bewohner die sog. Cagots, eine von der Gesellschaft ausgeschlossene und diskriminierte Gruppe.

### Einwohnerentwicklung

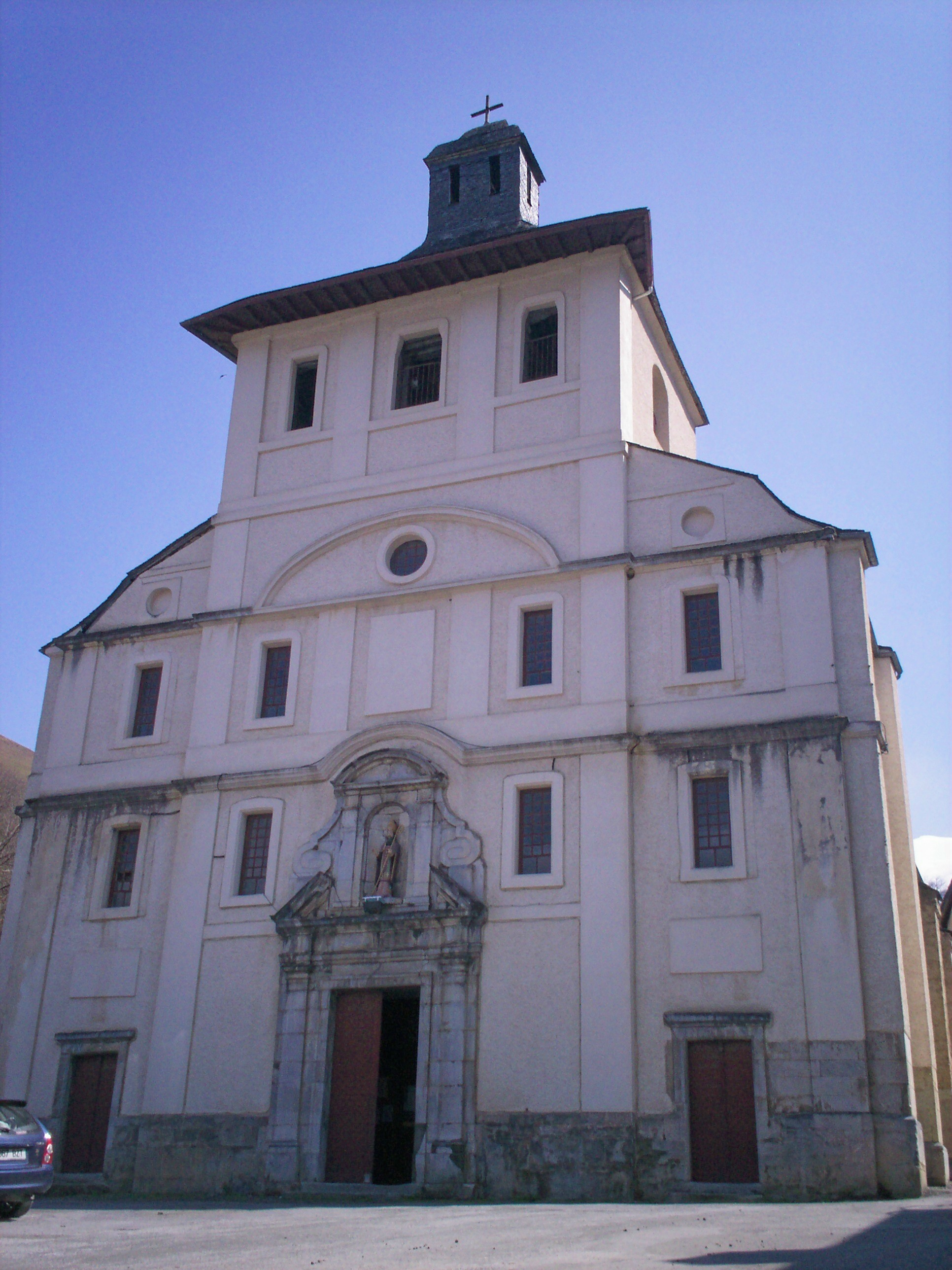
Kirche Saint-Martin

| Jahr      | 1968 | 1975 | 1982 | 1990 | 1999 | 2008 | 2022 |
| --------- | ---- | ---- | ---- | ---- | ---- | ---- | ---- |
| Einwohner | 443  | 440  | 372  | 396  | 434  | 431  | 465  |

## Sehenswürdigkeiten
- Die Pfarrkirche, gewidmet Martin von Tours, liegt an der historischen Etappe des Jakobswegs über den Somport-Pass nach Santiago de Compostela. Der am ältesten erhaltene Teil ist der Seiteneingang, der die Jahreszahl 1358 trägt. Die Apsis aus dem 15. Jahrhundert überdauerte den Brand von 1569. Im 17. und im 19. Jahrhundert wurde die Kirche umgebaut. Sie besitzt nun ein Kirchenschiff mit zwei Seitenschiffen, überragt vom Kirchturm mit einem Zeltdach mit einer Laterne als Aufsatz. In der zweiten Hälfte des 20. Jahrhunderts erfuhr die Kirche eine Restaurierung.[4]

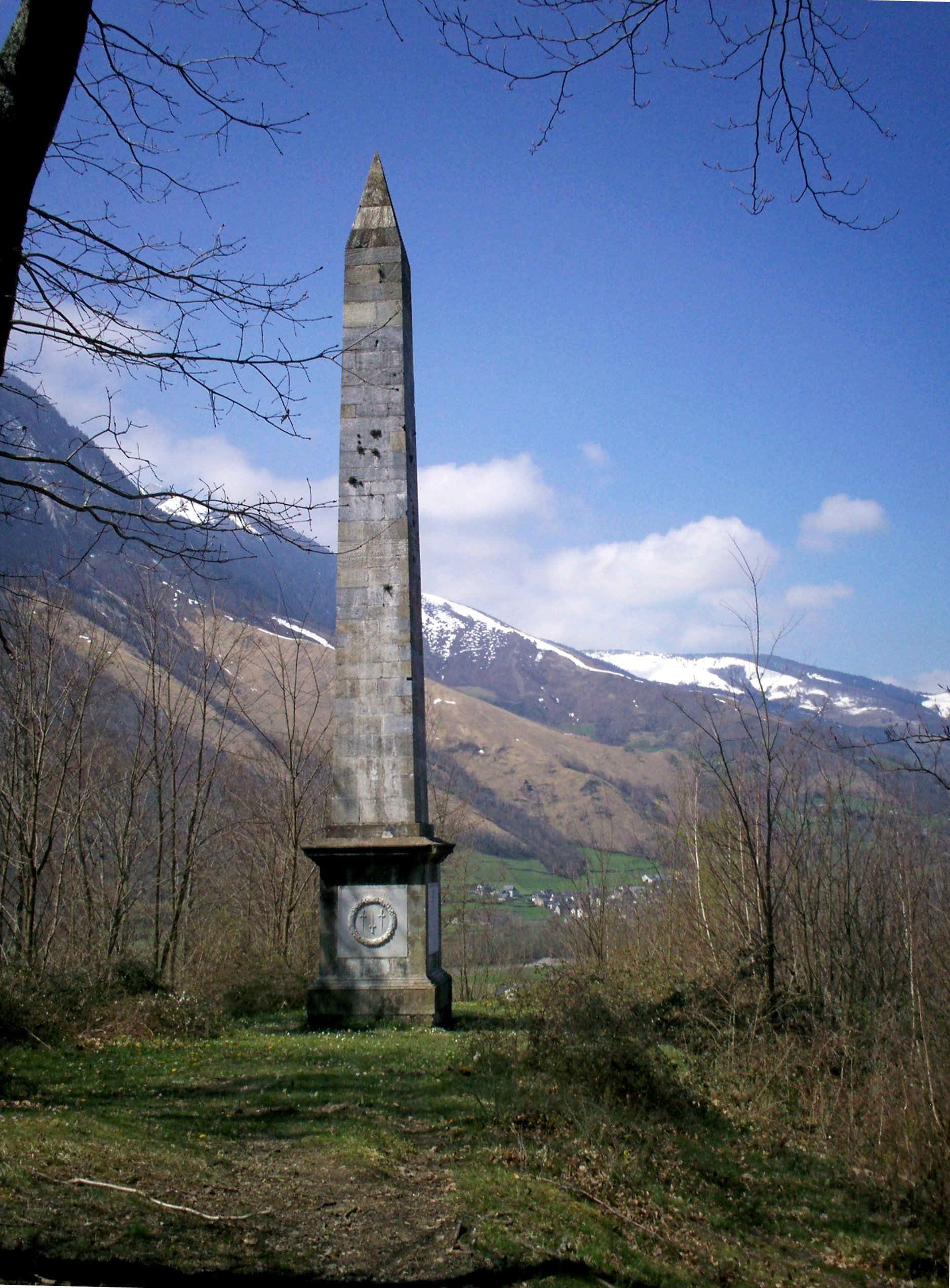
Obelisk zu Ehren von Cyprien Despourrins

- Der Obelisk wurde 1840 zu Ehren von Cyprien Despourrins errichtet. Der in Accous im Jahre 1698 geborene Dichter entstammt einer eher wohlhabenden Familie, da sie das örtliche Laienkloster besaß. Seine Pastorale waren groß in Mode im Versailles des 17. Jahrhunderts.[4]

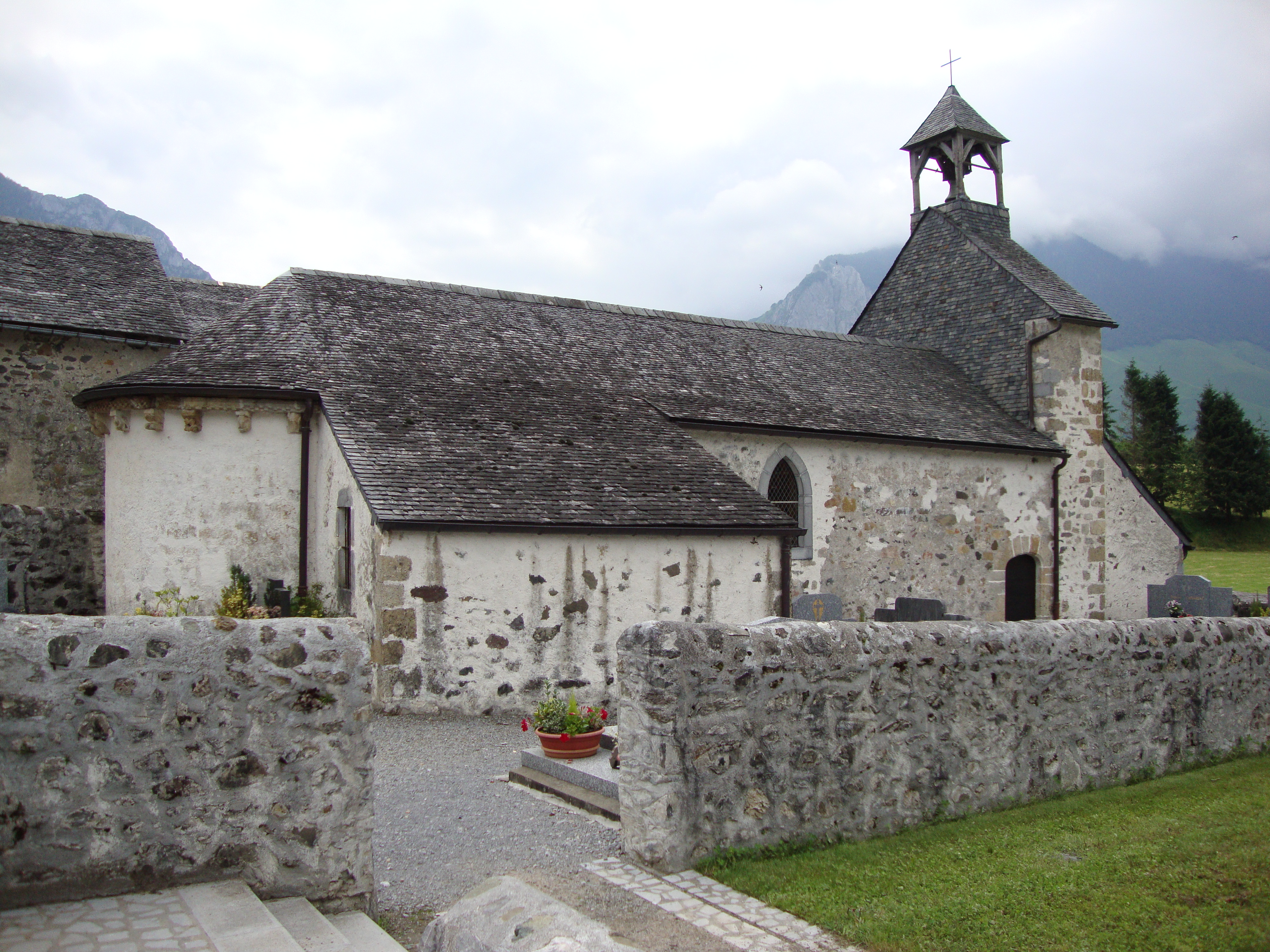
Kapelle Saint-Saturnin de Jouers

- Die Kapelle, gewidmet Saturninus von Toulouse. Im Weiler Jouers, nördlich von Accous, befindet sich eine Kapelle aus dem 12. Jahrhundert. Niedergebrannt von den Truppen im Dritten Hugenottenkrieg, wurde sie im 16. und 17. Jahrhundert restauriert und umgebaut.[4]
- Die Kapelle zu Ehren von Christophorus befindet sich im Ortsteil Aulet. Ihr Ursprung ist unbekannt, jedoch belegen Dokumente, dass sie vor 1569 erbaut sein muss. Sie war Ziel von Wallfahrten, da es in ihrer Nähe drei Brunnen und ein Heilbecken gab, deren Wasser eine Heilkraft zugesprochen wurde. Von 1856 bis 1940 wurde jedes Jahr am 25. Juli eine Prozession durchgeführt. Seit einer Restaurierung der Kapelle im Jahre 1980 wird jedes Jahr am 25. Juli wieder eine Messe dort abgehalten.[7]

## Städtepartnerschaft
Accous unterhält seit 1978 eine Städtepartnerschaft mit Valle de Hecho in Spanien,

## Wirtschaft und Infrastruktur
In früheren Zeiten in erster Linie von der Landwirtschaft bestimmt, ist heute der Tourismus nach und nach der maßgebliche Wirtschaftsfaktor und sorgt für ein Aufhalten des Bevölkerungsschwunds. Es gibt kommunale Wanderwege mit insgesamt 20 km, u. a. werden Drachen–, Gleitschirmfliegen und Reitausflüge angeboten.
Accous liegt in der Zone AOC des Ossau-Iraty, eines traditionell hergestellten Schnittkäses aus Schafmilch.

### Verkehr
Accous ist angeschlossen an die Nationalstraße 134 und die Route départementale 834.
Als Ersatz für die südlich von Bedous stillgelegte Bahnstrecke Pau–Canfranc verbindet eine Buslinie des TER Aquitaine, einer Regionalbahn der staatlichen SNCF, die Gemeinde mehrmals am Tag mit Canfranc und Bedous mit Anschluss an die Regionalbahnlinie 63 des TER Aquitaine nach Pau über Oloron-Sainte-Marie.

## Persönlichkeiten
- Cyprien Despourrins (1698–1759), Dichter und Komponist, geboren in Accous.